# Eupilis rubrovenosa
Eupilis rubrovenosa är en insektsart som beskrevs av Melichar 1914. Eupilis rubrovenosa ingår i släktet Eupilis och familjen sköldstritar. Inga underarter finns listade i Catalogue of Life.